# 中世武士選書
『中世武士選書』（ちゅうせいぶしせんしょ）は、戎光祥出版より刊行されている歴史書。

## 刊行一覧
1. 磯貝正義『武田信重』2010年5月。ISBN 978-4-86403-016-8。
2. 河村昭一『安芸武田氏』2010年5月。ISBN 978-4-86403-017-5。
3. 冨田勝治『羽生城と木戸氏』2010年11月。ISBN 978-4-86403-027-4。
4. 近藤義雄『箕輪城と長野氏』2011年1月。ISBN 978-4-86403-031-1。
5. 平山優『穴山武田氏』2011年2月。ISBN 978-4-86403-032-8。
6. 横山住雄『武田信玄と快川和尚』2011年6月。ISBN 978-4-86403-036-6。
7. 峰岸純夫『新田岩松氏』2011年9月。ISBN 978-4-86403-042-7。
8. 黒田基樹『戦国北条氏五代』2012年1月。ISBN 978-4-86403-056-4。
9. 渡辺三省『本庄氏と色部氏』2012年5月。ISBN 978-4-86403-062-5。
10. 横山住雄『織田信長の尾張時代』2012年6月。ISBN 978-4-86403-063-2。
11. 江田郁夫『下野長沼氏』2012年6月。ISBN 978-4-86403-064-9。
12. 渡邊大門『備前浦上氏』2012年10月。ISBN 978-4-86403-060-1。
13. 久保田順一『上杉憲顕』2012年11月。ISBN 978-4-86403-067-0。
14. 松岡久人『大内義弘』2013年1月。ISBN 978-4-86403-076-2。
15. 野口実『坂東武士団と鎌倉』2013年5月。ISBN 978-4-86403-078-6。
16. 川添昭二『菊池武光』2013年6月。ISBN 978-4-86403-085-4。
17. 若松和三郎『戦国三好氏と篠原長房』2013年10月。ISBN 978-4-86403-086-1。
18. 久保田順一『新田義重―北関東の治承・寿永内乱』2013年11月。ISBN 978-4-86403-094-6。
19. 丸島和洋『郡内小山田氏―武田二十四将の系譜』2013年12月。ISBN 978-4-86403-095-3。
20. 米原正義『大内義隆―名将が花開かせた山口文化』2014年4月。ISBN 978-4-86403-110-3。
21. 藤井崇『大内義興―西国の「覇者」の誕生』2014年6月。ISBN 978-4-86403-111-0。
22. 大島延次郎『北畠顕家―奥州を席捲した南朝の貴族将軍』2014年6月。ISBN 978-4-86403-118-9。
23. 佐藤圭『朝倉孝景―戦国大名朝倉氏の礎を築いた猛将』2014年10月。ISBN 978-4-86403-126-4。
24. 森田真一『上杉顕定―古河公方との対立と関東の大乱』2014年12月。ISBN 978-4-86403-142-4。
25. 小和田哲男『駿河今川氏十代ー戦国大名への発展の軌跡』2015年1月。ISBN 978-4-86403-148-6。
26. 黒田基樹『長尾景仲―鎌倉府を主導した陰のフィクサー』2015年4月。ISBN 978-4-86403-160-8。
27. 松本一夫『小山氏の盛衰ー下野名門武士団の一族史』2015年5月。ISBN 978-4-86403-166-0。
28. 久保田順一『新田三兄弟と南朝―義顕・義興・義宗の戦い』2015年7月。ISBN 978-4-86403-169-1。
29. 横山住雄『斎藤道三と義龍・龍興―戦国美濃の下克上』2015年9月。ISBN 978-4-86403-172-1。
30. 岡田清一『相馬氏の成立と発展―名門千葉一族の雄』2015年10月。ISBN 978-4-86403-181-3。
31. 天野忠幸『三好一族と織田信長―「天下」をめぐる覇権戦争』2016年3月。ISBN 978-4-86403-185-1。
32. 亀田俊和『高一族と南北朝内乱―室町幕府草創の立役者』2016年3月。ISBN 978-4-86403-190-5。
33. 山田康弘『足利義稙ー戦国に生きた不屈の大将軍』2016年5月。ISBN 978-4-86403-191-2。
34. 久保田順一『上杉憲政―戦国末期、悲劇の関東管領』2016年7月。ISBN 978-4-86403-211-7。
35. 森嘉兵衛『南部信直―戦国の北奥羽を制した計略家』2016年11月。ISBN 978-4-86403-220-9。
36. 真鍋淳哉『三浦道寸―伊勢宗瑞に立ちはだかった最大のライバル』2016年12月。ISBN 978-4-86403-231-5。
37. 新名一仁『島津貴久―戦国大名島津氏の誕生』2017年4月。ISBN 978-4-86403-242-1。
38. 菱沼一憲『源頼朝―鎌倉幕府草創への道』2017年7月。ISBN 978-4-86403-250-6。
39. 野田浩子『井伊直政―家康筆頭家臣への軌跡』2017年9月。ISBN 978-4-86403-262-9。
40. 久野雅司『足利義昭と織田信長―傀儡政権の虚像』2017年10月。ISBN 978-4-86403-259-9。
41. 中西裕樹『戦国摂津の下克上─高山右近と中川清秀』2019年8月。ISBN 978-4-86403-331-2。
42. 平山優『武田信虎―覆される「悪逆無道」説』2019年11月。ISBN 978-4-86403-335-0。
43. 黒田基樹『太田道灌と長尾景春―暗殺・叛逆の戦国史』2019年12月。ISBN 978-4-86403-338-1。
44. 木下昌規『足利義晴と畿内動乱―分裂した将軍家』2020年9月。ISBN 978-4-86403-364-0。
45. 木下昌規『足利義輝と三好一族―崩壊間際の室町幕府』2021年11月。ISBN 978-4-86403-403-6。
46. 横山住雄『斎藤妙椿・妙純―戦国下克上の黎明』2023年1月。ISBN 978-4-86403-465-4。
47. 久保田順一『上野武士と南北朝内乱―新田・上杉・白旗一揆』2023年2月。ISBN 978-4-86403-467-8。
48. 豊田祥三『九鬼嘉隆と九鬼水軍―戦国最強を誇った水軍大将の興亡』2023年8月。ISBN 978-4-86403-481-4。
49. 松山充宏『桃井直常とその一族―鬼神の如き堅忍不抜の勇将』2023年10月。ISBN 978-4-86403-487-6。
50. 横山住雄『美濃土岐氏―平安から戦国を駆け抜けた本宗家の戦い』2024年3月。ISBN 978-4-86403-504-0。
51. 伊藤喜良『結城宗広・親朝―南北朝争乱に生き残りをかけた雄族の選択』2024年5月。ISBN 978-4-86403-529-3。
52. 横山住雄『織田信秀―信長飛躍の足がかりを築いた猛将』2024年8月。ISBN 978-4-86403-539-2。